# Happy End (album)
Happy End je kompilacijski album skupine Gu-gu. Album vsebuje skladbe, ki so že prej izšle na njihovih albumih in singlih. Album je izšel pri založbi ZKP RTV Ljubljana leta 1988.

## Seznam skladb
| A stran | A stran                                                     | A stran                                     | A stran |
| Št.     | Naslov                                                      | Originalni album                            | Dolžina |
| ------- | ----------------------------------------------------------- | ------------------------------------------- | ------- |
| 1.      | „Želim si na Jamajko‟ (M. Ilić/T. Jurak/K. Novak)           | Ta veseli dan ali Gu-Gu Play for You (1985) | 3:48    |
| 2.      | „Gu-Gu play for you‟ (K. Novak-T. Jurak/T. Jurak/K. Novak)  | Ta veseli dan ali Gu-Gu Play for You        | 4:00    |
| 3.      | „Honolulu Baby‟ (I. Štambuk/T. Jurak/T. Jurak-K. Novak)     | Sam po parku (1988)                         | 3:15    |
| 4.      | „Mi 'mamo se fajn‟ (Murphy/T. Jurak/T. Jurak-K. Novak)      | Mango banana (1986)                         | 3:48    |
| 5.      | „Mango banana‟ (K. Novak/T. Jurak/K. Novak)                 | Mango banana                                | 3:15    |
| 6.      | „Aerobic‟ (T. Jurak/K. Novak-R. Medvešek-T. Jurak/K. Novak) | B-stran singla "Želim si na Jamajko"        | 4:25    |
| 7.      | „Žabe‟ (narodna/arr. T. Jurak)                              | /                                           | 2:55    |

| B stran | B stran                                                        | B stran                              | B stran |
| Št.     | Naslov                                                         | Originalni album                     | Dolžina |
| ------- | -------------------------------------------------------------- | ------------------------------------ | ------- |
| 1.      | „F. romanca v kinu sloga‟ (J. Bončina)                         | /                                    | 2:55    |
| 2.      | „Ljubil bi se‟ (J. Bončina/A. Štebe/G. Forjanič)               | Mango banana                         | 4:43    |
| 3.      | „Ljubica moj'ga srca‟ (I. Štambuk)                             | Mango banana                         | 3:45    |
| 4.      | „Dnevi, ki prihajajo‟ (D. Žgur/N. Žgur/K. Novak)               | Ta veseli dan ali Gu-Gu Play for You | 3:36    |
| 5.      | „Papagaja‟ (A. Pompe/D. Levski/K. Novak)                       | Mango banana                         | 2:55    |
| 6.      | „Gu-gu gre v Hollywood‟ (K. Novak/D. Velkaverh/S. Avsenik jr.) | Mango banana                         | 2:55    |
| 7.      | „Sam po parku (osamljen)‟ (J. Klemenčič/B. Gjudi/G. Forjanič)  | Sam po parku                         | 4:30    |

## Sodelujoči

### Glasbeniki
Gu-gu
- Čarli Novak – bas kitara, vokal
- Tone Dimnik – bobni, vokal (A1, A2, A6, B4)
- Marjan Vidic – bobni (A3-A5, A7, B1-B3, B5-B7)
- Tomo Jurak – vokal, kitara
- Igor Ribič – klaviature, vokal
- Roman Medvešek – kitara, vokal (A1, A2, A6, B4)

Gostje
- Oto Pestner – spremljevalni vokal
- Tadej Hrušovar
- Tomaž Kozlevčar – klaviature
- Lojze Krajnčan – pozavna
- Tomaž Žontar – klaviature (B7)
- Grega Forjanič – kitara
- Pero Ugrin – trobenta
- Milko Lazar – saksofon
- Meta Močnik, Zvezdana Sterle, Simona Sila – spremljevalni vokal (A3)

### Produkcija
- Tonski mojstri: Aco Razbornik, Peter Gruden, Zoran Ažman
- Producent: Gu-gu
- Ovitek: Igor Ribič
- Urednik: Ivo Umek
- Odgovorni urednik: Jure Robežnik